# Alex Kapp Horner
Alex Kapp Horner (New York, 5 december 1969), geboren als Alexandra Kapp, is een Amerikaans actrice.
Kapp Horner is vooral bekend van haar rol als Lindsay in de televisieserie The New Adventures of Old Christine waar zij in 88 afleveringen speelde (2006-2010).

## Biografie
Kapp Horner werd geboren en groeide op in New York. Zij haalde haar diploma in geschiedenis aan de Dartmouth College in Hanover (New Hampshire).
Kapp Horner is in 1995 getrouwd en heeft hieruit twee dochters, en woont met haar gezin in Los Angeles.

## Filmografie

### Films
- 2023 Elemental – als Customer, Delivery Person & Earth Landlord (stem)
- 2009 Weather Girl – als Emily
- 2005 Lucky 13 – als koopster van huis
- 2003 These Guys – als Marisa
- 1995 A Mother's Prayer – als Martha de babysitter
- 1995 Professional Affair – als Janine
- 1994 Deconstructing Sarah – als receptioniste

### Televisieseries
Uitgezonderd eenmalige gastrollen.
- 2022 Star Trek: Strange New Worlds - als USS Enterprise computer (stem) - 5 afl.
- 2015-2016 Baby Daddy - als Jennifer Perrin - 2 afl.
- 2014 I Didn't Do It - als Nora Watson - 2 afl.
- 2006-2010 The New Adventures of Old Christine – als Lindsay – 88 afl.
- 1998-1999 Maggie Winters – als Lisa Harte – 16 afl.